# Bodice Ripper/Titelliste
Dies ist eine Liste von Bodice-Ripper-Romanen. Sie ist geordnet nach dem Jahr des Erscheinens der englischen Originalausgabe, und innerhalb eines Jahres nach dem Nachnamen der Autoren (meist Autorinnen) oder deren Pseudonymen gemäß Veröffentlichung. Der tatsächlich erste Bodice Ripper aus dem Jahr 1972 war The Flame and the Flower von Kathleen E. Woodiwiss.

## 1972–1980

### 1972
- Gayle Rogers: The Second Kiss (Verlag: McKay; 1977 unter dem Titel Nakoa’s Woman erneut bei Dell)
- Anya Seton: Green Darkness (Houghton Mifflin)

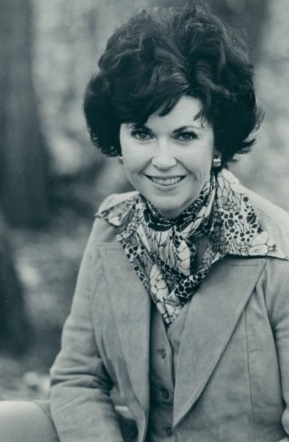
Kathleen Woodiwiss

- Kathleen E. Woodiwiss: The Flame and the Flower (Avon)

- deutsch: Wohin der Sturm uns trägt (Deutscher Bücherbund, 1975)

### 1974
- Lolah Burford: MacLyon (Macmillan)
- Rosemary Rogers: Sweet Savage Love (Avon)

- deutsch: Sturm des Verlangens/Mexico Rhapsodie/Wilde zärtliche Liebe (Bertelsmann, 1980)

- Rosemary Rogers: The Wildest Heart (Avon)

- deutsch: Die Wildnis der Liebe (Schweizer Verlagshaus, 1980)

- Kathleen E. Woodiwiss: The Wolf and the Dove (Avon)

- deutsch: Der Wolf und die Taube (Bertelsmann, 1979)

### 1975
- Laurie McBain: Devil’s Desire (Avon)

- deutsch: Durch Himmel und Hölle (Goldmann, 1993)

- Rosemary Rogers: Dark Fires (Avon)

- deutsch: Sturm der Sehnsucht/Die Unbesiegbare: In den Fesseln des Grafen (Teil 1) und Gefangene der Lust (Teil 2) (Knaur, 2008)

### 1976
- Virginia Coffman: Enemy of Love (Dell)

- deutsch: Die Hochzeit mit dem Feind (Heyne, 1976)

- Rosemary Rogers: Wicked Loving Lies (Avon)

- deutsch: Die Sinnliche (Schweizer Verlagshaus, 1982)

- Jennifer Wilde (= Tom E. Huff): Love’s Tender Fury (Warner/Grand Central Publishing)

### 1977
- Jennifer Blake (= Patricia Anne Maxwell): Love’s Wild Desire (Warner/Grand Central Publishing)

- deutsch: Wie Feuer auf meiner Haut (Goldmann, 1992)

- Shirlee Busbee: Gypsy Lady (Avon)

- deutsch: Dem Feuer verfallen (Goldmann, 1979)

- Diane Du Pont: The French Passion (Fawcett)
- Constance Gluyas: Rogue’s Mistress (Penguin)
- Marilyn Harris: This Other Eden (Ballantine)
- Johanna Lindsey: Captive Bride (Avon)

- deutsch: Die gefangene Braut (Heyne, 1987)

- Fern Michaels: Captive Passions (Ballantine)
- Olivia O'Neill: Indigo Nights (Berkley Medallion)
- Natasha Peters: Savage Surrender (Ace)

- deutsch: Die weiße Sklavin (Heyne, 1980)

- Con Sellers: Marilee (Pocket Books)
- Janette Seymour (= John Michael Butterworth): Purity's Passion (Pocket Books)

- deutsch: Liebe für alle Zeit (Moewig, 1982)

- Valerie Sherwood: These Golden Pleasures (Warner)

- deutsch: Glück ist wie Glas (Scherz, 1979)

### 1978
- Jane Archer: Tender Torment (Ace)

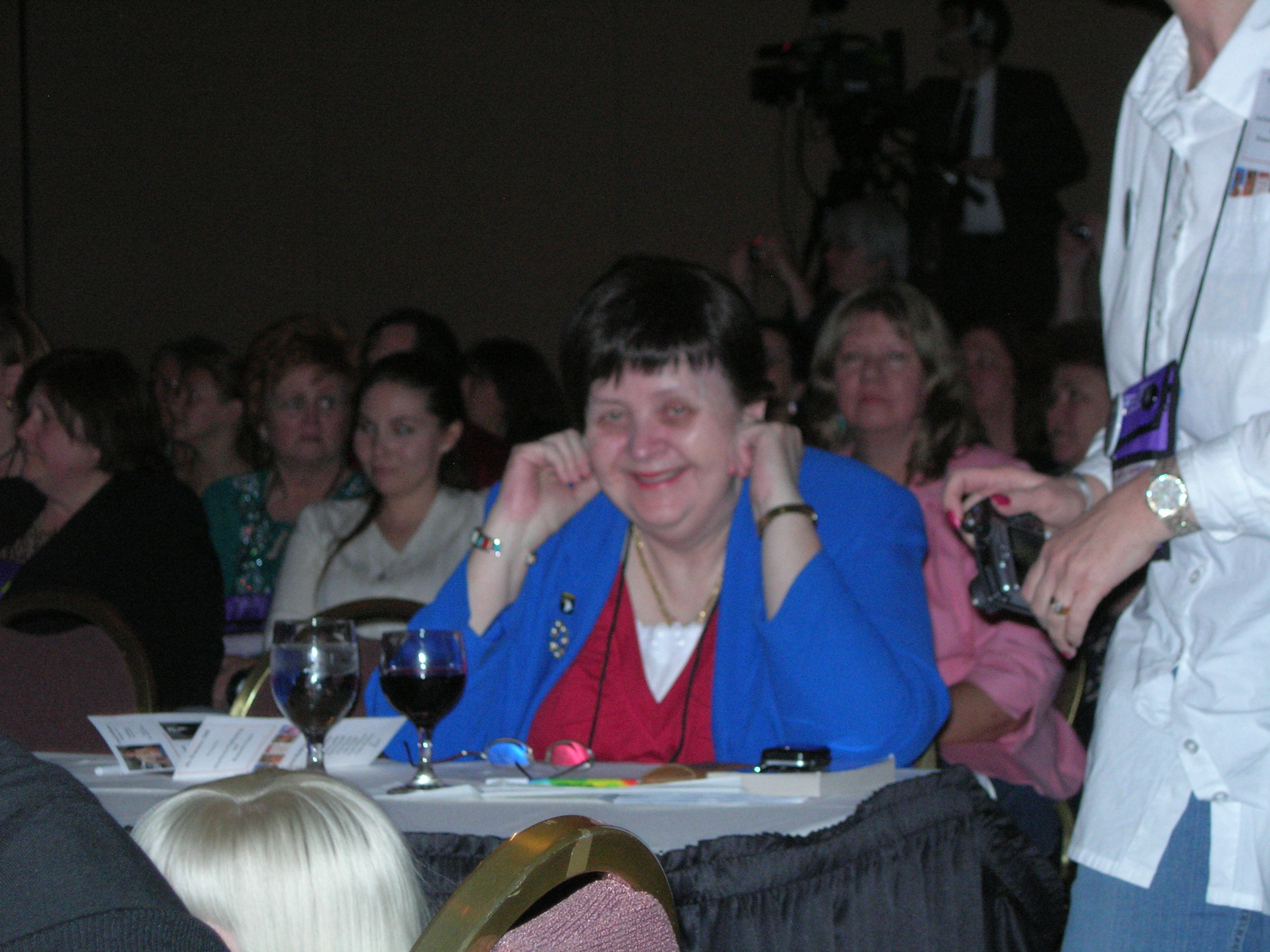
Bertrice Small

- Susannah Broome: The Amulet Of Fortune (Doubleday)
- Alexandra Ellis:  Romany Passions (Berkley Medallion)
- Constance Gluyas: Woman of Fury (Penguin Signet)
- Patricia Hagan: Love and War (Avon)
- Melissa Hepburne: Passion's Proud Captive (Pinnacle)
- Petra Leigh (=Peter Ling): Garnet (Warner)
- Johanna Lindsey: A Pirate’s Love (Avon)

- deutsch: Wogen der Leidenschaft (Heyne, 1982)

- Melissa Masters: Barbary Bride (Dell)
- Fern Michaels: Valentina (Severn House)
- Fern Michaels: Whitefire (Kensington)
- Christina Nicholson (= Christopher Nicole): The Savage Sands (Coward, McCann & Geoghegan)
- Natasha Peters: Dangerous Obsession (Ace)
- Patricia Phillips: Anise (Jove)
- Rosemary Rogers: The Crowd Pleasers (Avon)

- deutsch: Die Blonde/Im Sog der Leidenschaft/Küsse wie Champagner (Schweizer Verlagshaus, 1981)

- Marilyn Ross: Pleasure’s Daughter (Popular Library)
- Bertrice Small: The Kadin (Avon)
- Bertrice Small: Love Wild and Fair (Avon)
- Diana Summers (auch: „Dianna Summers“): Wild is the Heart (Playboy)
- Amanda York: Beloved Enemy (Pocket Books)

### 1979
- Jennifer Blake: Tender Betrayal (Popular Library)

- deutsch: Zärtliche Betrügerin (Goldmann, 1993)

- Parris Afton Bonds: The Flash of the Firefly (Fawcett)
- Catherine Coulter: The Rebel Bride (Penguin Signet)

- deutsch: Die rebellische Braut (Heyne, 1998)

- Madelyn Cunningham: Monique (Jove)
- Simon Finch: The Pagan (Bantam)
- Janis Flores: Cynara (Ace)
- Patricia Hagan: The Raging Hearts (Avon)
- Melissa Hepburne: Passion's Sweet Sacrifice (Pinnacle)
- Lynna Lawton: Under Crimson Sails (Dorchester Leisure Books)
- Susannah Leigh: Glynda (New American Library)
- Aleen Malcolm: The Taming (Dell)
- Nelle McFather: Ecstasy's Captive (Leisure Books)
- Virginia Morgan: Tame the Rising Tide (Pocket Books)
- Rosemary Rogers: The Insiders (Avon)

- deutsch: Jasmine – Die Insider/Duft des Verlangens (Hestia, 1981)

- Rosamond Royal (= Jeanne Hines): Rapture (Popular Library)
- Sally Wentworth: Shattered Dreams (Mills & Boon)

- deutsch: Wie berauscht vom Glück (Cora, 1980)

- Kathleen E. Woodiwiss: Ashes in the Wind (Avon)

- deutsch: Wie Staub im Wind (Goldmann, 1989)

- Donna Comeaux Zide: Savage In Silk (Warner)

### 1980
- Jane Archer: Rebellious Rapture (Ballantine)
- Jennifer Blake: Golden Fancy (Fawcett)

- deutsch: Willkür des Herzens (Goldmann, 1992)

- Rebecca Brandewyne: No Gentle Love (Warner)

- deutsch: Wer die Liebe flieht (Goldmann, 1990)

- Shirlee Busbee: Lady Vixen (Avon)

- deutsch: Stürmische See (Goldmann, 1988)

- Beverly Byrne: Jemma (Fawcett)
- Drucilla Campbell: The Frost and the Flame (Pocket Books)
- Catherine Coulter: Lord Deverill’s Heir (New American Library; 1996 unter dem Titel The Heir bei Thorndike)

- deutsch: Lord Deverills Erbe/Feuer der Gefühle (Heyne, 1990)

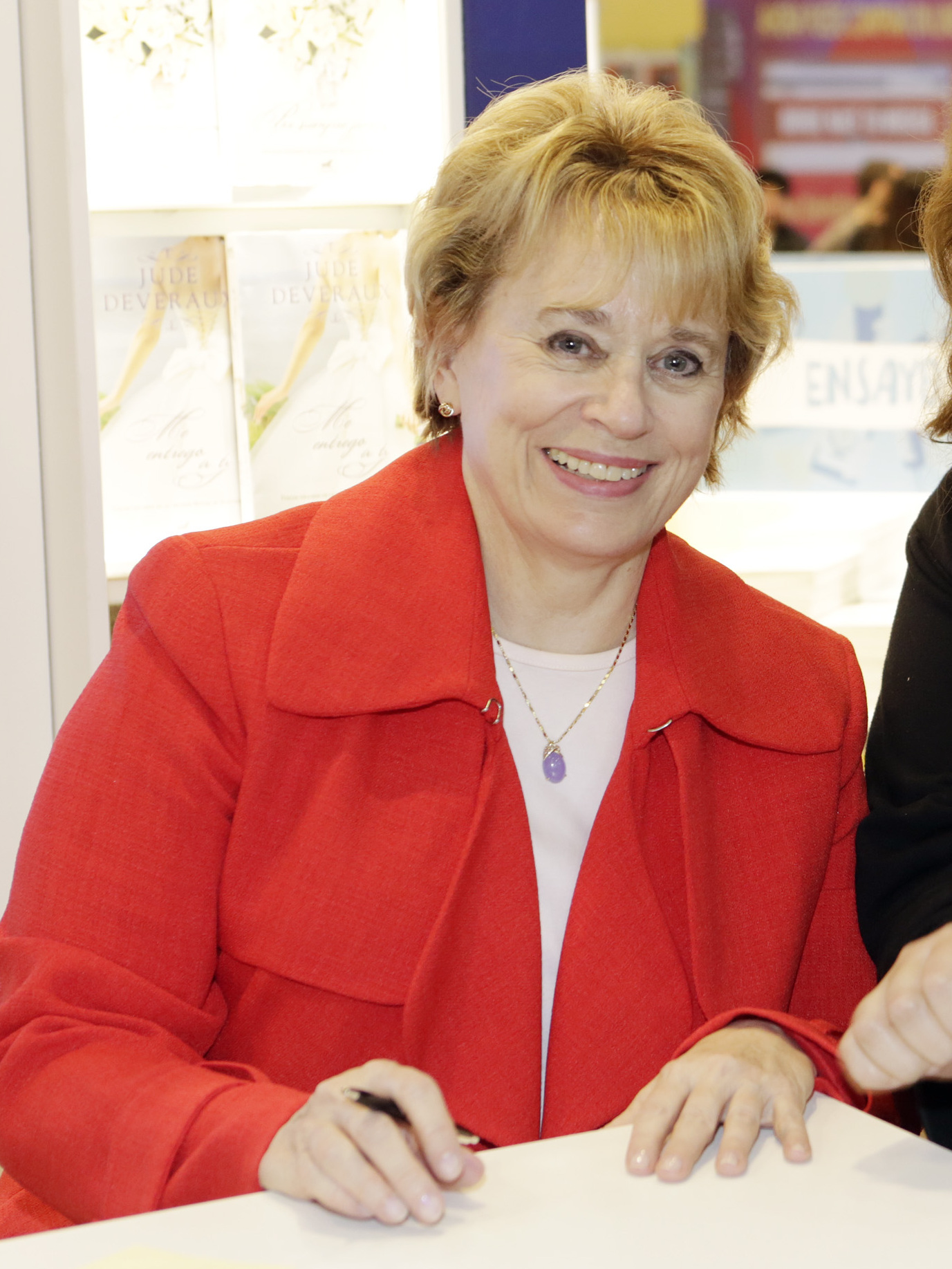
Jude Deveraux (2016)

- Jude Deveraux: The Black Lyon (Avon)
- Alexandra Ellis: The Last Carnival (Jove)
- Jessie Ford: Love, Remember Me (Ballantine)
- Lydia Lancaster: Her Heart's Honor (Warner)
- Johanna Lindsey: Fires of Winter (Avon)

- deutsch: Wildes Liebesglück (Heyne, 1981)

- Laurie McBain: Chance The Winds of Fortune (Avon)

- deutsch: Wilde Rose im Wind (Goldmann, 1992)

- Nancy Morse: This Tender Prize (Pocket Books)
- Maggie Osborne: Alexa (New American Library)
- Janet Louise Roberts: Silver Jasmine (Warner)
- Rosemary Rogers: Lost Love, Last Love (Avon)

- deutsch: Sturm der Liebe/Letzte Liebe. Letzte Liebe/Die Gespielin des Sultans (Knaur, 1999)

- Con Sellers: Last Flower (Pocket Books)
- Bertrice Small: Adora (Ballantine)
- Bertrice Small: Skye O'Malley (Ballantine)

- deutsch: Feuer der Versuchung (Heyne, 1990)

- Joan Wolf: The Counterfeit Marriage (Signet)

## 1981–1990

### 1981
- Jennifer Blake: Embrace and Conquer (Fawcett Columbine)

- deutsch: Im Sturm erobert (Goldmann, 1992)

- Catherine Coulter: An Honorable Offer (New American Library; 1981 unter dem Titel The Offer bei Penguin Topaz)

- deutsch: Ein ehrbares Angebot/Tanz in die Liebe (Heyne, 1994)

- Ann Brooke Currie: Natalya (Ballantine)
- Jude Deveraux: Velvet Promise (Simon & Schuster)

- deutsch: Die Ascotts. Judith (Lübbe, 1984)

- Michele DuBarry: Into Passion’s Dawn (Leisure Books)
- Michele Dubarry: Across Captive Seas (Leisure Books)
- Michele Dubarry: Toward Love's Horizon (Leisure Books)
- Carol Franz: If Not For Love (Dorchester)
- Iris Gower: Beloved Captive (Severn)
- Johanna Lindsey: Paradise Wild (Avon)

- deutsch: Paradies der Leidenschaft (Heyne, 1983)

- Patricia Ott: Bitter Passion, Sweet Love (Tower)
- Rachel Cosgrove Payes: Satan’s Mistress (Playboy)
- Karen Robards: Island Flame (Simon & Schuster)

- deutsch: Piraten der Liebe (Heyne, 1991)

- Rosemary Rogers: Love Play (Avon)

- deutsch: Der Tausch/Spiel des Verlangens (Diana, 1985)

- Araby Scott: Wild Sweet Witch (Avon)
- Bertrice Small: Unconquered (Ballantine)

- deutsch: Taumel des Glücks (Heyne, 1995)

- Diana Summers: Fallen Angel (Playboy)
- Janelle Taylor: Savage Ecstasy (Zebra)
- Jennifer Wilde (= Tom E. Huff): Love Me, Marietta (Warner)

### 1982
- Rebecca Brandewyne: Forever My Love (Warner)

- deutsch: Verschwörung der Herzen (Goldmann, 1993)

- Catherine Coulter: Devil’s Embrace (Penguin)
- Diane Dunaway: Desert Hostage (Dell)
- Gimone Hall: The Jasmine Veil (Penguin Signet)
- Virginia Henley: The Irish Gypsy (Avon)

- deutsch: Lockende Küsse (Goldmann, 2001)

- Johanna Lindsey: Glorious Angel (Avon)

- deutsch: Sündige Liebe (Heyne, 1983)

- Karen Robards: Sea Fire (Dorchester: Leisure Books)

- deutsch: Freibeuter des Herzens (Heyne, 1991)

- Rosemary Rogers: Surrender to Love (Avon)

- deutsch: Gefangene der Liebe/Zärtlichkeit der Nacht/Sklavin der Leidenschaft (Heyne, 1985)

- Diana Summers: Drumbeats of Desire (Berkley)

### 1983
- Parris Afton Bonds: Lavender Blue (Fawcett Columbine)
- Rebecca Brandewyne: Love Cherish Me (Warner)

- deutsch: Fieber der Sehnsucht (Goldmann, 1998)

- Shirlee Busbee: While Passion Sleeps (Avon)

- deutsch: Flammen der Sehnsucht (Goldmann, 1987)

- Jennifer Blake: Royal Seduction (Fawcett Columbine)

- deutsch: Strom der Sehnsucht (Goldmann, 1990)

- Cordia Byers: Callista (Ballantine)
- Justine Cole (= Susan Elizabeth Phillips): The Copeland Bride (Dell)
- Catherine Coulter: An Intimate Deception (New American Library)

- deutsch: Geliebte Verräterin (Heyne, 2003)

- Catherine Coulter: Warrior's Song (Penguin)
- Virginia Henley: Bold Conquest (Avon)

- deutsch: In den Armen des Normannen (Goldmann, 2004)

- Deborah LeVarre: Captive Mistress (Kensington: Zebra)
- Johanna Lindsey: Heart of Thunder (Avon)

- deutsch: Liebe unter heißer Sonne/Ungestüm des Herzens (Heyne, 1985)

- Johanna Lindsey: So Speaks the Heart (Avon)

- deutsch: Die Sprache des Herzens (Heyne, 1997)

- Kay McMahon: Passion's Slave (Kensington Zebra)
- Karen Robards: Forbidden Love (Dorchester)
- Jennifer Wilde (= Tom E. Huff): Once More, Miranda (Ballantine)

### 1984
- Rebecca Brandewyne: And Gold Was Ours (Warner)

- deutsch: Dornen der Leidenschaft (Goldmann, 1990)

- Rebecca Brandewyne: Rose of Rapture (Warner)

- deutsch: Im Rausch der Nacht (Goldmann, 1994)

- Shirlee Busbee: Deceive not my Heart (Avon)

- deutsch: Lodernde Herzen (Blanvalet, 1984)

- Marsha Canham: Bound by the Heart (Avon)
- Phoebe Conn: Savage Fire (Kensington)
- Catherine Coulter: Evening Star (Penguin Signet)
- Christine Monson: Stormfire (Avon)

- deutsch: Feuer im Sturm (Heyne, 1990)

- Karen Robards: Amanda Rose (Warner)
- Day Taylor: The Black Swan (Dell)

### 1985

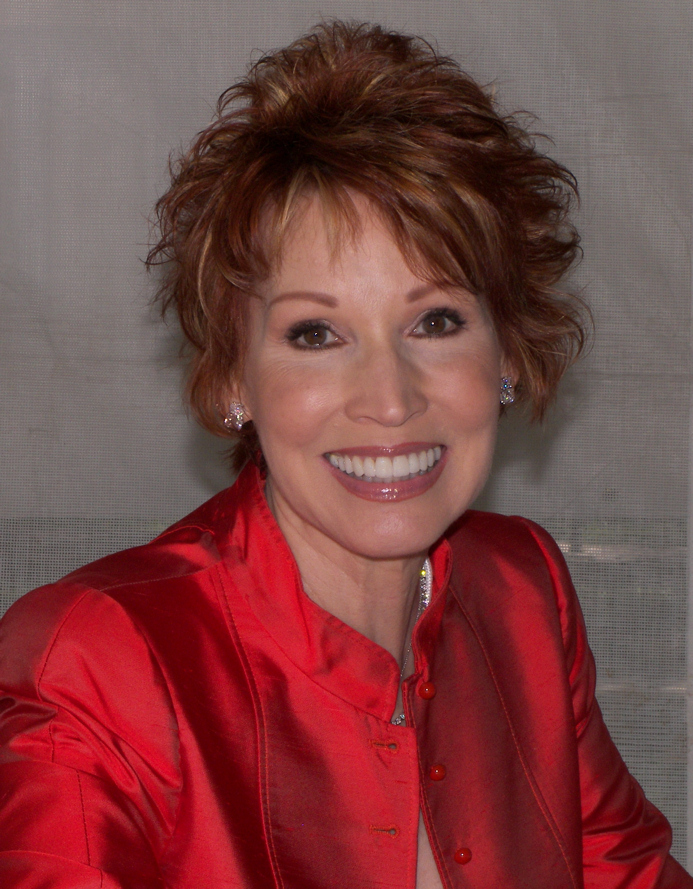
Sandra Brown

- Sandra Brown: Sunset Embrace (Warner/Grand Central Publishing)

- deutsch: Jenseits aller Vernunft (Goldmann, 1997)

- Shirlee Busbee: The Tiger Lily (Avon)

- deutsch: Wie eine Lilie in der Nacht (Bertelsmann, 1992)

- Catherine Coulter: Devil’s Daughter (Signet)

- deutsch: Die blonde Sklavin (Heyne, 1998)

- Catherine Coulter: Fire Song (Penguin)

- deutsch: Die Stimme des Feuers (Heyne, 2000)

- Jude Deveraux: Lost Lady (Pocket Books)
- Heather Graham: Golden Surrender (Dell)

- deutsch: Normannenbraut (Heyne, 1994)

- Catherine Hart: Fire and Ice (Dorchester: Leisure Books)
- Catherine Hart: Silken Savage (Dorchester: Leisure Books)
- Virginia Henley: Wild Hearts (Avon)

- deutsch: Glanz und Seide (Goldmann, 2000)

- Connie Mason: Tender Fury (Dorchester)
- Judith McNaught: Whitney, My Love (Simon & Schuster Pocket Books)
- Kay McMahon: Dara’s Desire (Kensington)
- Kay McMahon: Wild Rapture (Kensington)
- Karen Robards: Dark Torment (Warner)
- Rosemary Rogers: The Wanton (Avon)

- deutsch: Die Leidenschaft des Blutes/Die Herrin der Begierde (Droemer Knaur, 1999)

### 1986
- Rebecca Brandewyne: The Outlaw Hearts (Warner)

- deutsch: Wilde Agaven (Goldmann, 1998)

- Shirlee Busbee: This Spanish Rose (Avon)

- deutsch: Die spanische Rose (Goldmann, 1987)

- Marsha Canham: The Wind and the Sea (Paper Jacks)
- Catherine Coulter: Midnight Star (Penguin Signet)
- Shannon Drake (= Heather Graham): Blue Heaven, Black Night (Kensington)

- deutsch: Der Ring des Königs (Ullstein, 1995)

- Julie Garwood: Rebellious Desire (Pocket Books)

- deutsch: Im Taumel der Sehnsucht (Bastei, 1997)

- Heather Graham: Devil’s Mistress (Dell)

- deutsch: Geliebte Hexe (Ullstein, 1995)

- Mallory Dorn Hart: Jasmine on the Wind (Pocket Books)
- Jennifer Horsman: Crimson Rapture (Kensington)
- Connie Mason: Caress and Conquer (Dorchester: Leisure)

### 1987
- Rebecca Brandewyne: Desire in Disguise (Warner)

- deutsch: Piratin der Leidenschaft (Goldmann, 1991)

- Catherine Coulter: Midsummer Magic (Penguin)

- deutsch: Stolz und Leidenschaft (Heyne, 1995)

- Virginia Henley: The Raven and the Rose (Dell)

- deutsch: Wie eine wilde Rose/Der Rabe und die Rose (Cora, 1988)

- Lisa Kleypas: Where Passion Leads (New American Library)
- Johanna Lindsey: Secret Fire (Avon)

- deutsch: Geheime Leidenschaft (Heyne, 1989)

- Johanna Lindsey: Hearts Aflame (Avon)

- deutsch: Herzen in Flammen (Heyne, 1994)

- Connie Mason: My Lady Vixen (Dorchester)
- Meagan McKinney: No Choice But Surrender (Dell)

- deutsch: Brennende Küsse (Lübbe, 1993)

- Judith McNaught: Once and Always (Pocket Books)

- deutsch: Für immer und ewig mein Herz (Lübbe, 1996)

- Sara Orwig: Tides of Passion (New American Library)
- Diana Palmer: Betrayed By Love (Harlequin: Silhouette Desire)
- Veronica Sattler: The Bargain (Harlequin)

- deutsch: Gekauftes Glück (Cora, 1995)

### 1988
- Catherine Coulter: Calypso Magic (Penguin)

- deutsch: Calypso (Heyne, 1993)

- Catherine Coulter: Moonspun Magic (Signet)

- deutsch: Sehnsucht und Erfüllung (Heyne, 1996)

- Jude Deveraux: The Maiden (Pocket Books)

- deutsch: Im Zwiespalt der Gefühle (Lübbe, 1990)

- Shannon Drake (= Heather Graham): Lie Down in Roses (Berkley)

- deutsch: Dornen im Herzen (Heyne, 1995)

- Shannon Drake (= Heather Graham): Ondine (Berkley)

- deutsch: Ondine (Heyne, 1996)

- Georgina Gentry: Comanche Cowboy (Kensington Zebra)
- Virginia Henley: The Hawk and the Dove (Dell)

- deutsch: Der Falke und die Taube (Goldmann, 1996)

- Lisa Kleypas: Love, Come to Me (Penguin Signet)

- deutsch: Fesseln der Sehnsucht (Heyne, 2000)

- Johanna Lindsey: Silver Angel (Avon)

- deutsch: Sklavin des Herzens (Heyne, 1991)

- Meagan McKinney: My Wicked Enchantress (Dell)

- deutsch: Kampf der Liebe (Lübbe, 2000)

- Kay McMahon: Defiant Spitfire (Kensington)
- Elizabeth Thornton: To Love an Earl (Kensington Zebra)

### 1989

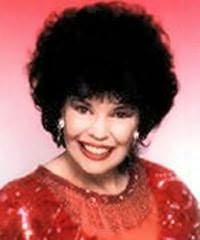
Virginia Henley

- Jude Deveraux: The Taming (Pocket Books)

- deutsch: Die Zähmung (Lübbe, 1990)

- Shannon Drake (= Heather Graham): Princess of Fire (Berkley)

- deutsch: Tochter des Feuers (Heyne, 1993)

- Patricia Gaffney: Sweet Treason (Dorchester)

- deutsch: Süßer Verrat (Heyne, 1995)

- Heather Graham: Sweet Savage Eden (Dell)

- deutsch: Die Wildkatze (Heyne, 1991)

- Heather Graham: A Pirate’s Pleasure (Dell)

- deutsch: Die Geliebte des Freibeuters (Heyne, 1991)

- Heather Graham: Love Not a Rebel (Dell)

- deutsch: Die Liebe der Rebellen (Heyne, 1992)

- Virginia Henley: The Falcon and the Flower (Dell)

- deutsch: Der Falke und die Lilie (Goldmann, 1996)

- Jennifer Horsman: Magic Embrace (Zebra)
- Brenda Joyce: The Darkest Heart (Dell)
- Johanna Lindsey: Defy Not the Heart (Avon)

- deutsch: Fesseln der Leidenschaft (Heyne, 1991)

- Johanna Lindsey: Savage Thunder (Avon)

- deutsch: Wildes Herz (Heyne, 1991)

- Judith McNaught: A Kingdom of Dreams (Simon & Schuster Pocket Books)
- Teresa Medeiros: Lady of Conquest (Berkley)

- deutsch: Geliebte Rächerin (Goldmann, 2002)

### 1990
- Mary Balogh: The Devil’s Web (Dell)
- Rosanne Bittner: Sioux Splendor (Zebra)
- Catherine Coulter: Earth Song (Signet)

- deutsch: Die Stimme der Erde (Heyne, 1992)

- Virginia Henley: The Pirate and the Pagan (Dell)

- deutsch: Der Pirat und die Sklavin (Goldmann, 1997)

- Jennifer Horsman: Forever and a Lifetime (Zebra)
- Brenda Joyce: The Conqueror (Dell)

- deutsch: Der Eroberer (Heyne, 2000)

- Meagan McKinney: When Angels Fall (Dell)

- deutsch: Wenn Engel fallen (Lübbe, 1992)

- Mary Jo Putney: Dearly Beloved (Signet)
- Christina Skye: Defiant Captive (Dell)

## Nach 1990

### 1991
- Catherine Anderson: Comanche Moon (Harper)
- Catherine Coulter: Season of the Sun (Penguin Signet)

- deutsch: Im Schatten der Mitternachtssonne (Heyne, 1994)

- Catherine Coulter: Secret Song (Signet)

- deutsch: Die Stimme des Blutes (Heyne, 1992)

- Virginia Henley: The Dragon and the Jewel (Dell)

- deutsch: Glühender Saphir (Goldmann, 1996)

- Linda Howard: Angel Creek (Pocket Star Books)

- deutsch: Am wilden Fluss (Harlequin, 2012)

- Johanna Lindsey: Prisoner of My Desire (Avon)

- deutsch: Gefangene der Leidenschaft (Bertelsmann, 1991)

- Elizabeth Lowell: Only His (Avon)

- deutsch: Roulette der Liebe (Goldmann, 1994)

- Meagan McKinney: Till Dawn Tames the Night (Dell)

- deutsch: Bis die Liebe das Dunkel besiegt (Lübbe, 1992)

- Kathleen Morgan: Heart’s Lair (Dorchester)
- Patricia Pellicane: Desperado Passion (Kensington Zebra)

### 1992
- Jean Innes: Blackmaddie (Zebra)
- Samantha James: My Cherished Enemy (Avon)

- deutsch: Geliebter Feind (Cora, 1993)

- Lisa Kleypas: Only With Your Love (Avon)

- deutsch: Pirat des Herzens (Cora, 1998)

- Lisa Kleypas: Only in Your Arms (Avon)

- deutsch: Im Bann deiner Liebe (Cora, 2000)

- Meagan McKinney: Lions and Lace (Dell)

- deutsch: Der Gigant und die Lady (Lübbe, 1994)

### 1993
- Shirlee Busbee: Each Time we Love (Avon)

- deutsch: In Liebe gefangen (Goldmann, 1994)

- Catherine Coulter: The Heiress Bride (Putnam)

- deutsch: Die Jungfernbraut (Heyne, 1994)

- Catherine Coulter: Lord of Hawkfell Island (Jove)
- Sharon Green: Flame of Fury (Avon)
- Samantha James: My Rebellious Heart (Avon)

- deutsch: Die rebellische Prinzessin (Heyne, 2001)

- Susan Johnson: Seized by Love (Bantam)
- Brenda Joyce: Promise of the Rose (Avon)

- deutsch: Die Geliebte des Normannen (Weltbild, 2007)

- Meagan McKinney: Fair is the Rose (Dell)

- deutsch: Geheimnisvoll wie die Rose (Lübbe, 1994)

### 1994
- Catherine Coulter: Lord of Raven's Peak (Jove)
- Virginia Henley: Seduced (Dell)

- deutsch: Namenlose Versuchung (Goldmann, 1995)

- Samantha James: Gabriel’s Bride (Avon)

- deutsch: Die andere Braut (Heyne, 1996)

### 1995
- Patricia Gaffney: To Have and to Hold (Topaz)
- Virginia Henley: Desired

- deutsch: Rosenträume (Goldmann, 2007)

- Meagan McKinney: The Ground She Walks Upon (Dell)

- deutsch: Im Zauberbann der Liebe (Lübbe, 1995)

- Bertrice Small: Love Slave (Ballantine)

- deutsch: Ketten der Liebe (Heyne, 1997)

### 1996
- Catherine Coulter: Rosehaven (Putnam)

- deutsch: Schloss der Liebe (Heyne, 2000)

- Teresa Medeiros: Shadows and Lace (Bantam)

- deutsch: Die Lady und der Rächer (Goldmann, 2006)

### 1997
- Christina Dodd: A Well Pleasured Lady (Avon)
- Marion Marshall: Amber Moment (Xlibris)

### 2000
- Heather Cullman: A Perfect Scoundrel (New American Library)
- Claudia Dain: Tell Me Lies (Dorchester: Leisure Books)
- Christina Dodd: Rules of Surrender (Avon)

- deutsch: Rebellische Herzen (Goldmann, 2002)